# كارل روش
كارل روش (بالألمانية: Karl Roche)‏ هو نقابي ألماني، ولد في 1862، وتوفي في 1931.